# Maire d'arrondissement (France)
En France, depuis la loi PLM, les trois principales villes françaises (Paris, Marseille, Lyon) sont découpées en arrondissements municipaux, dirigés administrativement par un maire d'arrondissement ou de secteur à Marseille (un secteur étant constitué de deux arrondissements) dont les pouvoirs sont limités, dans de nombreux domaines, par rapport à ceux du maire de la ville.

## Présentation
Le conseil d'arrondissement ou de secteur est présidé par le maire d'arrondissement (ou de secteur), élu parmi les seuls conseillers municipaux de l'arrondissement (ou du secteur) concerné. Cette élection a lieu huit jours après l'élection du maire de la commune.
Le maire prépare et exécute les délibérations du conseil d'arrondissement ou de secteur . Il est l'ordonnateur des dépenses et des recettes effectuées dans le cadre du budget d'arrondissement. Les maires-adjoints d'arrondissement sont élus dans les mêmes conditions que le maire d'arrondissement. Ils peuvent être titulaires de délégations.
Le maire d'arrondissement ou de secteur et ses adjoints sont officiers d'état civil et sont chargés, dans l'arrondissement ou dans le secteur, des attributions relevant du maire de la commune en matière d'état civil, d'affaires scolaires liées au respect de l'obligation scolaire ainsi qu'en application des dispositions du code du service national. 
Le maire d'arrondissement ou de secteur préside la caisse des écoles d'arrondissement (ou du secteur), et donne son avis sur les autorisations d'urbanisme (permis de construire...) et les permissions de voiries délivrées par le maire de la commune au nom de celle-ci. Il est également consulté sur les projets d'acquisitions ou de cessions d'immeubles envisagés par la commune dans son arrondissement, ainsi que concernant les déclarations souscrites par les propriétaires dans le cadre du droit de préemption urbain.

## Histoire
Avant la loi de 1975, les maires d'arrondissement (à Paris) étaient nommés par l'État et non élus, conformément à la loi du 14 avril 1871 et à la loi du 28 pluviôse an VIII qui déterminaient le statut de Paris.
Entre 1975 et la loi n°82-1169 du 31 décembre 1982 (loi PLM), il n'y avait plus de maire d'arrondissement, mais des officiers municipaux. Par la loi du 31 décembre 1975, ils étaient nommés par le maire de Paris et avaient pour mission d’animer la vie locale de l’arrondissement et d’exercer un rôle consultatif auprès du maire (source : rapport N° 4293 de l'Assemblée nationale, quatorzième législature).